# 皇牌空战3 电子领域
《皇牌空战3 电子领域》是一款由南梦宫公司制作和发行的飞行模拟游戏。本游戏为皇牌空战系列第三作。本游戏于1999年5月27日在索尼PlayStation发行。
游戏的故事发生在21世纪40年代中期，位于Usean大洲。其中涉及两大巨型公司Neucom Inc和General Resources Ltd。这两大公司在各自争议的土地上进行战斗。在单人模式中，玩家可以选择输入用户名来开始一个新的战役。
在发行时，Fami通给予本游戏31/40的评分。